# نيكولاي إيفانوفيتش نوفيكوف
نيكولاي إيفانوفيتش نوفيكوف (8 مايو 1744 - 12 أغسطس 1818) (بالروسية: Никола́й Ива́нович Новико́в) هو كاتب وصحفي روسي، ساهم في حركة التنوير الروسيَّة في القرن الثامن عشر، ويُعدُّ غالباً أوَّل صحفي روسي في التاريخ.

## سيرته
ولِدَ نيكولاي إيفانوفيتش نوفيكوف في الثامن من مايو سنة 1744 في محافظة موسكو، وهي إحدى التقسيمات الإدارية التي قامت في الإمبراطورية الروسية، وتلقَّى تعليمه في جامعة موسكو، ثُمَّ شارك بفعاليَّة في دعم تعليمات كاترين العظمى في 1767. وبعد ذلك ترأس تحرير صحيفة «أخبار موسكو» (Моско́вские ве́домости)، في الوقت الذي أنشأ فيه عدَّة صحف ساخرة، من ضمنها «الرسَّام» (Живописец)، وجذبت هذه الصحف وما تحتويها من هجوم على العادات الاجتماعية القائمة آنذاك اهتمام كاترين الثانية، التي بدورها أنشئت صحيفة «فسياكايا فسياتشينا» (Всякая всячина) لتعقِّب على مقالات نوفيكوف. وبحلول الثمانينات من القرن الثامن عشر بلغ نوفيكوف شهرة واسعة، وكان من أبرز مُمَثِّلي حركة التنوير الروسية، كما بلغ رتبةً عاليةً في محافل الماسونية في روسيا، ومكَّنه موقعه المؤثر في الماسونية من الحصول على دعمٍ ماليٍ لنشر العديد من الكتب والصحف، وأنشأ أيضاً عدة مشاريع تهدف إلى رفع مستوى الوعي والثقافة بين العامة. ومع انطلاق الثورة الفرنسية خافت كاترين الثانية من ثورة محتملة مشابهة في روسيا، فاستهدفت المُفكِّرين من أمثال نوفيكوف إضافةً إلى نوفيكوف نفسه، الذي صُودِرَت دار نشره والكتب التي نشرها، وبعد ثلاث سنين من هذه الحادثة اعتقل فجأةً، وأُرسِل إلى السجن بدون أي محاكمة لمُدَّة خمسة عشر عاماً، إلى أن أطلَق سراحه القيصر بافل الأول، غير أنَّ نوفيكوف لم يشارك في أي نشاط بعد الإفراج عنه خوفاً من استهدافه مرةً أخرى من قبل الدولة، إلى أن تُوفِّي في الثاني عشر من أغسطس سنة 1818.

## أعماله
- «اليعسوب» (Truten، 1769، صحيفة).
- «الرسَّام» (Zhivopisets، 1773-1772، صحيفة).
- «ضوء الصباح» (Utrenny Sevt، 1775، صحيفة).
- «نور المساء» (Vechernyaya، 1775، صحيفة).
- «أنباء موسكو» (Moskovskie Vedomosti، 1779-1789، صحيفة).
- «قراءة الأطفال» (Detskoe Chtenie، صحيفة).

## روابط خارجية
- نيكولاي إيفانوفيتش نوفيكوف على موقع الموسوعة البريطانية (الإنجليزية)
- نيكولاي إيفانوفيتش نوفيكوف على موقع إن إن دي بي (الإنجليزية)